# Arbeiter-Samariter-Bund Deutschland
Der Arbeiter-Samariter-Bund Deutschland e. V. (ASB) ist eine politisch und konfessionell unabhängige Hilfs- und Wohlfahrtsorganisation mit Sitz in Köln. Er ist Gründungsmitglied des Internationalen Samariterbundes. Der ASB steht historisch der Arbeiterbewegung und der Sozialdemokratie nahe.

## Geschichte

### Vorläufer
Die industrielle Revolution des 19. Jahrhunderts führte zu einer dramatischen Zunahme von Arbeitsunfällen. Im Jahr 1877 entstand daher in England die St. John’s Ambulance Association des Johanniterordens. In vielen Städten wurden Sanitätsschulen eingerichtet und freiwillige Helfer ausgebildet.
Im Sommer 1881 lernte der deutsche Chirurg Friedrich von Esmarch (1823–1908) in London diese Organisation kennen und gründete nach seiner Rückkehr nach Deutschland eine Samariter-Schule. Zahlreiche Lehrschriften des Deutschen Samariter-Bundes entstanden. Sie richteten sich jedoch in erster Linie an leitende Beamte des Gesundheitswesens und waren für die breite Masse der Arbeiter unerschwinglich.

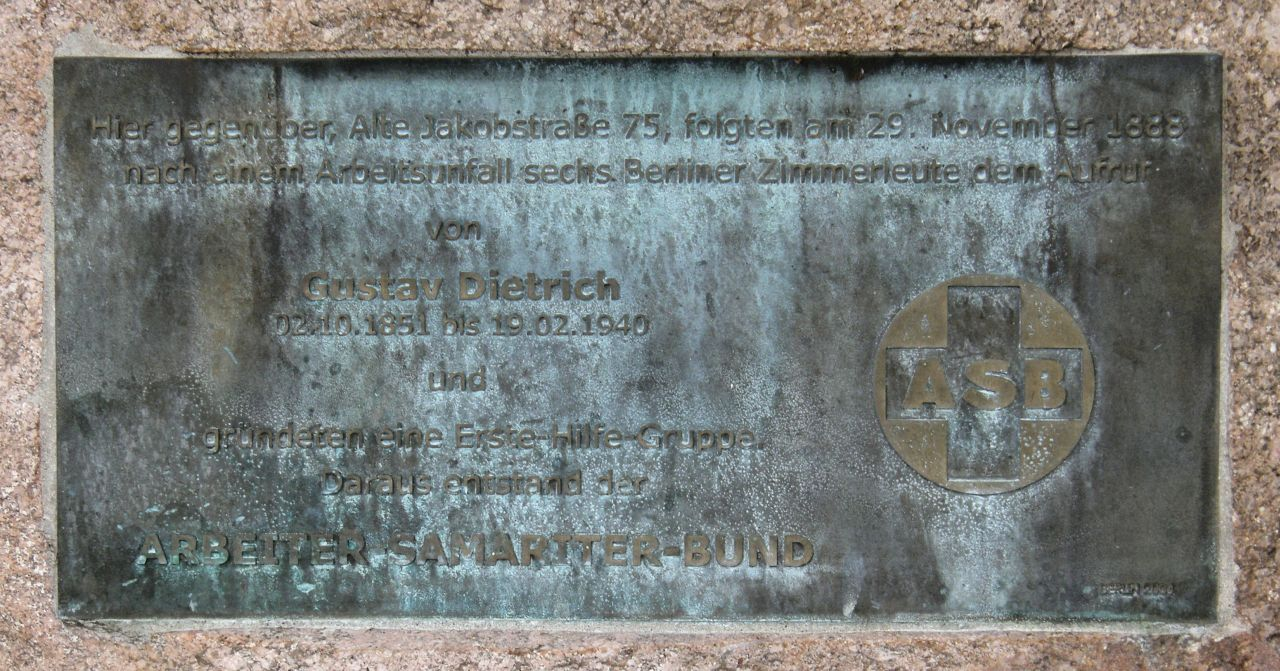
Gedenkstein Gustav Dietrich, eingeweiht 2004 in Berlin.

1888 ergriffen sechs Berliner Zimmerleute um den Zimmerpolier Gustav Dietrich (1851–1940) die Initiative und setzten gegen viele Widerstände den ersten Lehrkursus über die Erste Hilfe bei Unglücksfällen am 29. November 1888 durch und gründeten die erste „Kolonne“. Diese Zimmerleute waren nicht nur die Gründerväter des ASB; durch ihre Initiative haben sie auch der Notfallrettung in Deutschland wesentliche Impulse gegeben. Bald wurden diese Schulungen zu einer regelmäßigen Einrichtung des Vereins, der 1895 seinen Namen in „Samariterkursus für Arbeiter und Arbeiterinnen“ änderte und ab 1896 als Arbeiter-Samariter in der Öffentlichkeit auftrat.
Als am 5. August 1900 beim Sängerfest des Deutschen Arbeiter-Sängerbundes am Weißen See in Berlin drei Männer ertranken, gründeten die Berliner Samariter den Wasserrettungsdienst der Arbeiter-Samariter-Kolonne.

### Gründung und Zeit der Weimarer Republik
1909 schlossen sich auf einer Gründerversammlung in Magdeburg elf Arbeiter-Samariter-Kolonnen zum Arbeiter-Samariter-Bund zusammen. Erster Sitz des Bundes war Berlin. Im Ersten Weltkrieg wurde die Hälfte der 6600 ASB-Mitglieder, der mittlerweile 108 ASB-Kolonnen, zum Kriegseinsatz eingezogen oder meldeten sich freiwillig, um Kriegsverletzte zu pflegen. Bei Kriegsende bestand der Arbeiter-Samariter-Bund nur noch aus 30 Kolonnen mit 1400 Mitgliedern. 1923 wurden die beiden Chemnitzer Samariter Theodor Kretzschmar und Eugen Richter zum Bundesvorsitzenden und Bundesschatzmeister des ASB gewählt. Damit ging die Verlegung des Sitzes des ASB nach Chemnitz einher. Im dortigen Bundeshaus wurde auch die ASB-eigene Sanitätstasche, die Chemnitz-Tasche, hergestellt. Der Bund besaß zudem in Herchen a. d. Sieg ein Erholungsheim.
Der Arbeiter-Samariter-Bund hatte eine enge Verbindung zur SPD und zu den Freien Gewerkschaften. Im Jahr 1928 waren beispielsweise 31 der 36 Kreisleiter SPD-Mitglieder, 30 waren gewerkschaftlich organisiert. Beim ASB-Bundestag in Köln 1929 waren 73 der 89 Delegierten SPD-Mitglieder, acht gehörten der KPD an, weitere acht waren parteilos. Die parteipolitische Bindung betraf hauptsächlich die Funktionärsebene. Die einfachen Mitglieder gehörten zumeist keiner Partei an, sympathisierten aber mehrheitlich mit der SPD. Im Jahr 1933 waren im ASB etwa 48.000 Mitglieder in 1510 Kolonnen aktiv.
Nach der Machtübernahme durch Adolf Hitler wurde der ASB unter nationalsozialistische Leitung gestellt. Da viele Mitglieder jedoch nicht bereit waren, sich gleichschalten zu lassen, traten viele aus dem Bund aus, was am 1. August 1933 zu dessen Verbot mitsamt der Verbandszeitschrift Der Arbeiter-Samariter führte.

### Seit 1945
Nach 1945 unterdrückte in der sowjetischen Besatzungszone die Sowjetische Militäradministration in Deutschland eine Wiedergründung des ASB, der demzufolge auch in der späteren Deutschen Demokratischen Republik nicht existierte. In verschiedenen Regionen Westdeutschlands bemühten sich unmittelbar nach Kriegsende ehemalige Arbeiter-Samariter, ohne voneinander zu wissen, um die Wiedergründung des ASB. Mit Gründung der Bundesrepublik Deutschland entwickelte der ASB schnell überregionale Strukturen. In den Westsektoren Berlins konnte der ASB erst nach der Spaltung der Stadt im Jahr 1950 wiederzugelassen werden.
Im April 1952 fand die Neugründung des ASB Deutschland e. V. statt. Der Sitz des Bundesverbands wurde zunächst Hannover, mit dem Bau des neuen Bundeshauses erfolgte der Umzug nach Köln-Sülz. Im Jahr 1970 ersetzte der ASB die bisherige Anrede „Genosse“ durch „Samariter“. Nach der Wiedervereinigung Deutschlands entstand der ASB 1990 in den neuen Bundesländern neu.
Der Arbeiter-Samariter-Bund Deutschlands ist eine Mitgliedsorganisation des Paritätischen Wohlfahrtsverband.

## Struktur

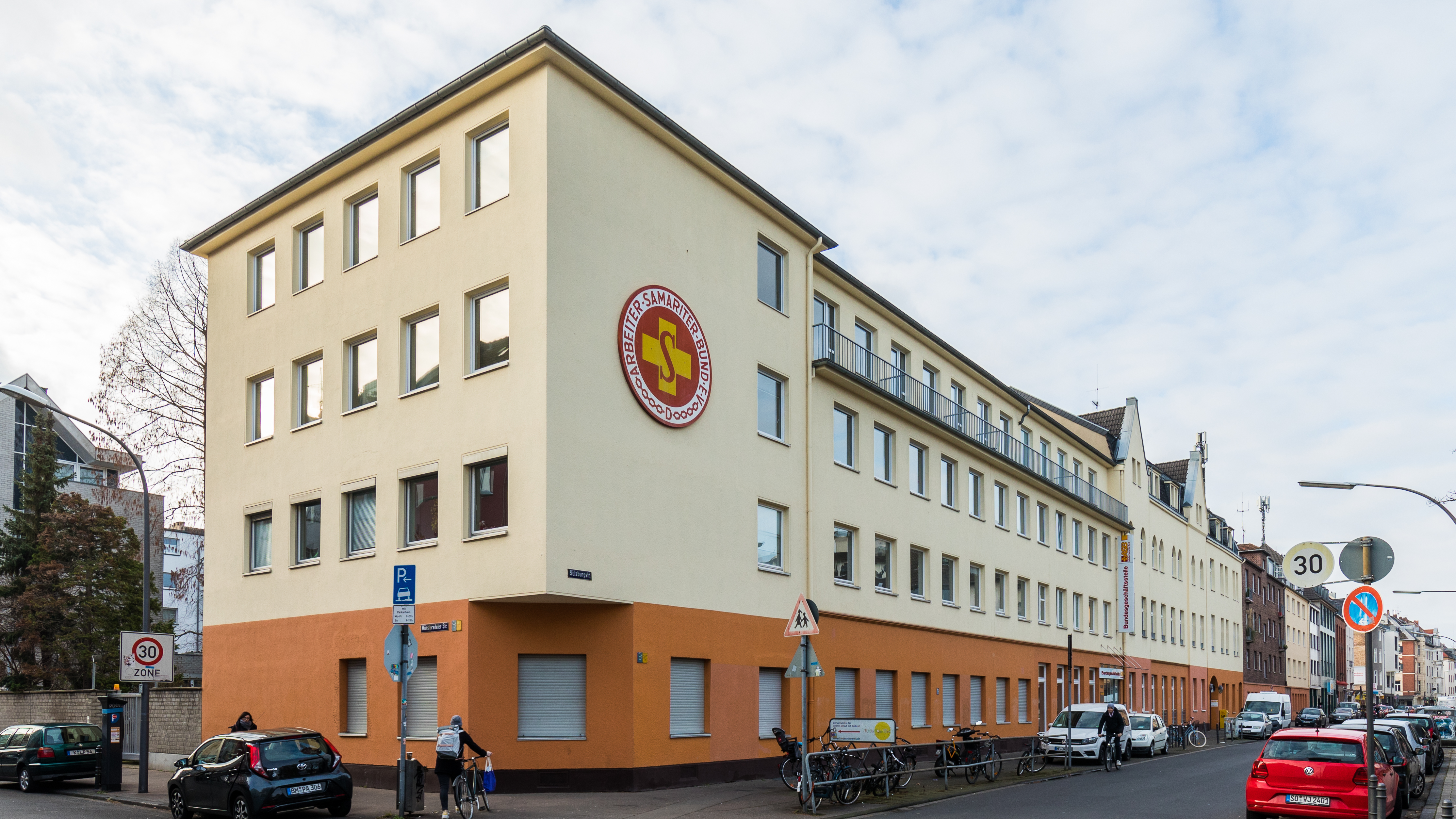
Bundeszentrale des ASB in Köln

### Bundesvorstand
Der Bundesvorstand besteht aus
- Knut Fleckenstein, Bundesvorsitzender, LV Hamburg
- Christine Theiss, stellvertretende Bundesvorsitzende, LV Bayern
- Uwe Borchmann, stellvertretender Bundesvorsitzender, LV Mecklenburg-Vorpommern
- Ludwig Frölich, Mitglied des Bundesvorstandes, LV Hessen
- Benjamin Schuldt, Mitglied des Bundesvorstandes, LV NRW
- Kristin Schuhmann, Mitglied des Bundesvorstandes, LV Bayern
- Michael Stricker, Mitglied des Bundesvorstandes, LV Nordrhein-Westfalen
- Marion Zimmermann, Leipzig
- Sabine Wölfle, LV Baden-Württemberg
- Matthias Vonnemann, Bundesarzt, Hannover
- Anna Witt, Bundesjugendleiterin, LV Nordrhein-Westfalen[11]

### Bundesvorsitzende des ASB
| Zeitraum  | Bundesvorsitzender  |
| --------- | ------------------- |
| 1909–1923 | Emil Stein          |
| 1923–1933 | Theodor Kretzschmar |
| 1949–1962 | Waldemar Olsen      |
| 1963–1964 | Ernst Schuck        |
| 1964–1979 | Erich Kirchner      |
| 1979–1991 | Martin Ehmer        |
| 1992–2005 | Fritz Tepperwien    |
| 2006–2010 | Friedhelm Bartels   |
| seit 2010 | Knut Fleckenstein   |

### Präsidenten des ASB
| Zeitraum  | Präsident         |
| --------- | ----------------- |
| 1958–1961 | Hermann Schaub    |
| 1962–1985 | Kurt Partzsch     |
| 1985–2008 | Annemarie Renger  |
| 2013–2021 | Franz Müntefering |
| 2022-     | Katarina Barley   |

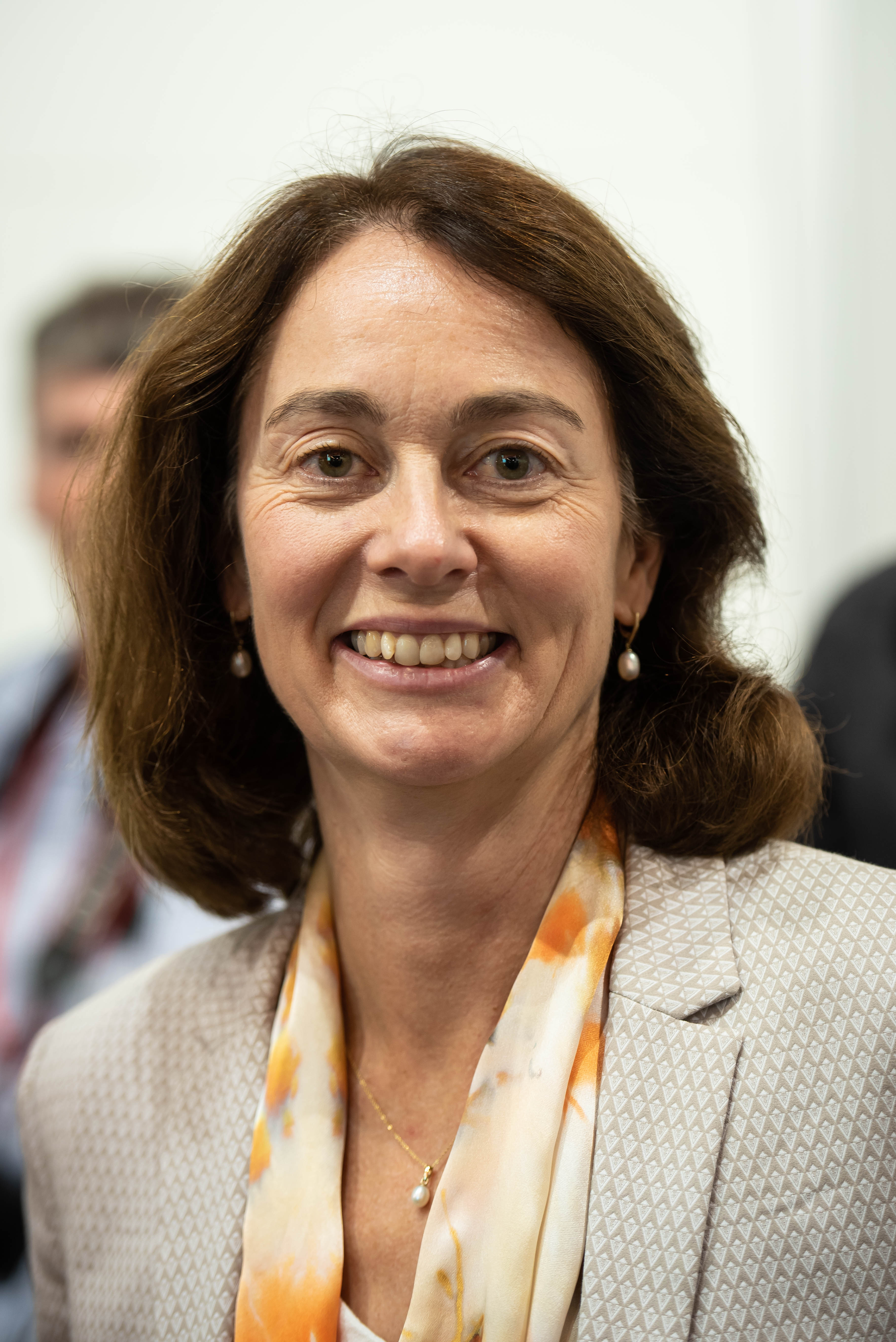
Katarina Barley, seit 2022 Präsidentin des Arbeiter-Samariter-Bundes Deutschland

Von 2006 bis 2010 war Admiraloberstabsarzt a. D. Karsten Ocker Bundesarzt. Von Oktober 2010 bis Oktober 2022 war Georg Scholz Bundesarzt des ASB.

### Bundesgeschäftsführer des ASB
| Zeitraum  | Bundesgeschäftsführer  |
| --------- | ---------------------- |
| 1964–1974 | Fritz Langhammer       |
| 1974–2010 | Wilhelm Müller         |
| 2011–2015 | Christian Reuter       |
| 2015–2020 | Ulrich Bauch           |
| seit 2020 | Uwe Martin Fichtmüller |

### Verbände
In der Bundesrepublik Deutschland bestehen neben dem Bundesverband 16 Landesverbände und 191 regionale Gliederungen (Regional-, Kreis- und Ortsverbände). Der ASB hat ca. 1,4 Mio. Mitglieder. Die Bundesgeschäftsstelle hat ihren Sitz in Köln und Berlin. Die Landesverbände sind jeweils eigenständige eingetragene Vereine. Je nach Struktur des Landesverbandes sind die regionalen Gliederungen wiederum eigenständige Vereine (z. B. in Nordrhein-Westfalen), aber auch unselbständige Gliederungen (z. B. in Hessen). Der ASB hatte im Jahr 2019 ca. 41.000 hauptamtliche und 20.000 ehrenamtliche Mitarbeiter.

### Einrichtungen
Mit 172 Altenheimen, 70.000 Hausnotrufanschlüssen und anderen Angeboten gehört der ASB zu den größten deutschen Anbietern in der Altenhilfe.
Im Jahr 2019 unterhielt der ASB in Deutschland 275 Rettungswachen und führte 1.100 weltweite Rücktransporte durch. Dazu kommen 772 Rettungshundeteams, 400 Schulsanitätsdienste und 18 Wasserrettungsstationen sowie Auslandshilfen in 18 Ländern.

### Arbeiter-Samariter-Jugend
Die Arbeiter-Samariter-Jugend (ASJ) ist der Jugendverband des Arbeiter-Samariter-Bundes. Ihre Anfänge reichen bis in die 1920er Jahre zurück. Sie ist integrierter und integrierender Bestandteil des Erwachsenenverbandes, hat aber innerhalb der Gesamtorganisation eine Sonderstellung. Diese ist in den zur Satzung des ASB gehörenden Richtlinien festgeschrieben.
Mitglieder des ASB bis einschließlich 26 Jahren sind zugleich Mitglieder der ASJ.
Entsprechend seinem Erwachsenenverband gliedert sich die ASJ in Orts-, Kreis- bzw. Regionalverbände, Landesverbände und in den Bundesverband. Die jeweilige ASJ-Organisationsstufe trägt den Namen des entsprechenden ASB-Verbandes bzw. des Landes. Auf Bundesebene trägt sie den Namen ASJ Deutschland.
Die jungen Samariter sind mit ca. 100.000 Mitgliedern in allen Bundesländern vertreten. Die ASJ legt Wert auf zeitgemäße Freizeitangebote, die Toleranz, Selbstbewusstsein, Verständnis und Mitmenschlichkeit fördern. Sie will die Werte durch gemeinsames Handeln für Jugendliche erlebbar machen.
Alle zwei Jahre findet der Bundesjugendwettbewerb der ASJ statt. Drei Tage lang ermitteln ASJ-Gruppen ihre Einzel- und Gruppensieger in den Bereichen Allgemeinwissen, Kultur und Erste Hilfe. Teilnehmen können jeweils die Siegermannschaften der Landesjugendwettbewerbe. Im Wechsel mit dem Bundesjugendwettbewerb finden alle zwei Jahre Kindertage für die Sechs- bis Zwölfjährigen der ASJ statt.
Durch Ferienfreizeiten und internationale Jugendbegegnungen ermöglicht die ASJ ihren Mitgliedern vielerlei Einblicke in Lebensweise und Kultur von Jugendlichen anderer Nationen.
Alle vier Monate erscheint ASJ am Puls, die Zeitschrift der Arbeiter-Samariter-Jugend.

## Aufgaben
Zu den Kernaufgaben zählen:

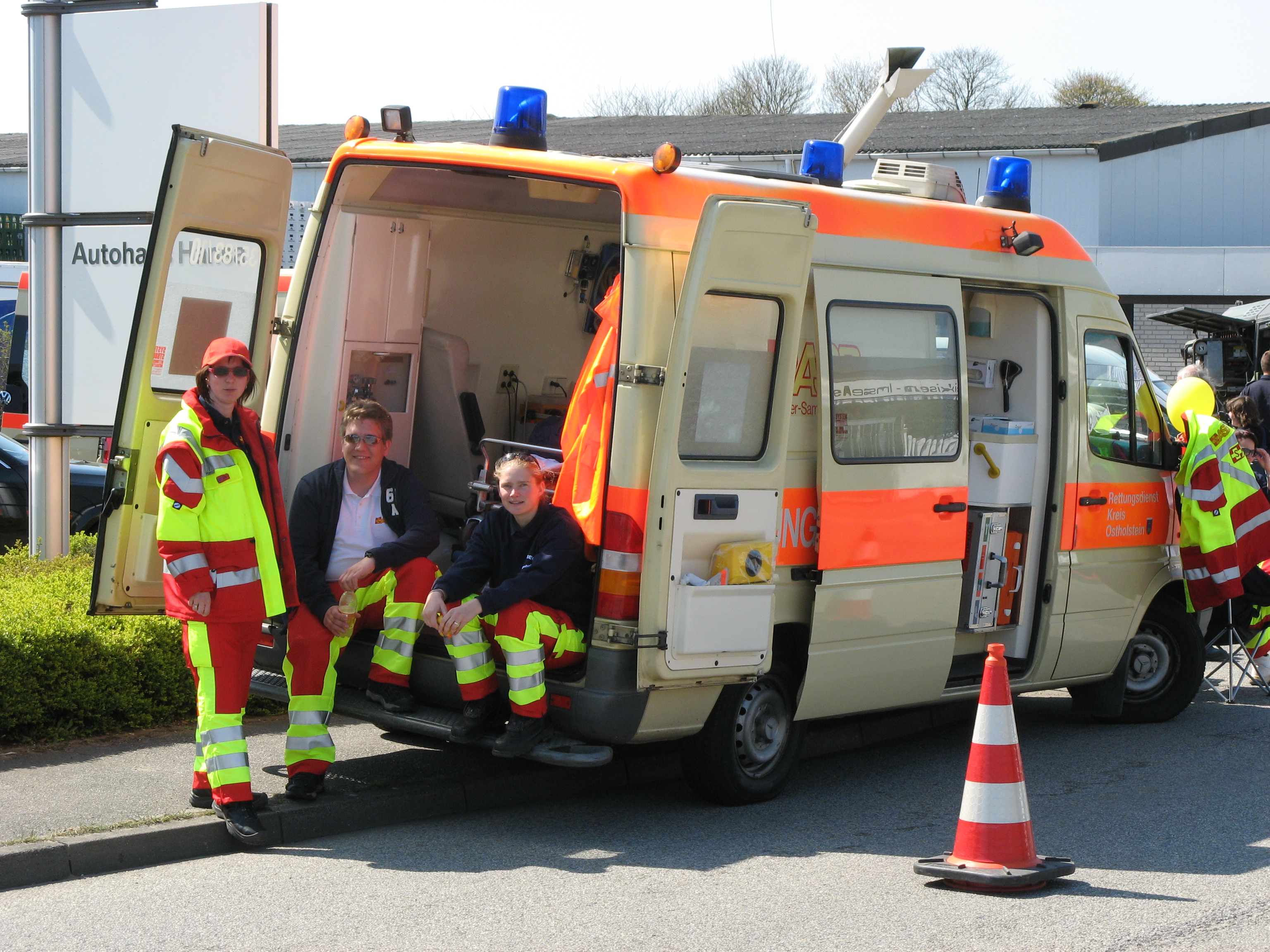
Ein Rettungswagen des ASB samt Mannschaft

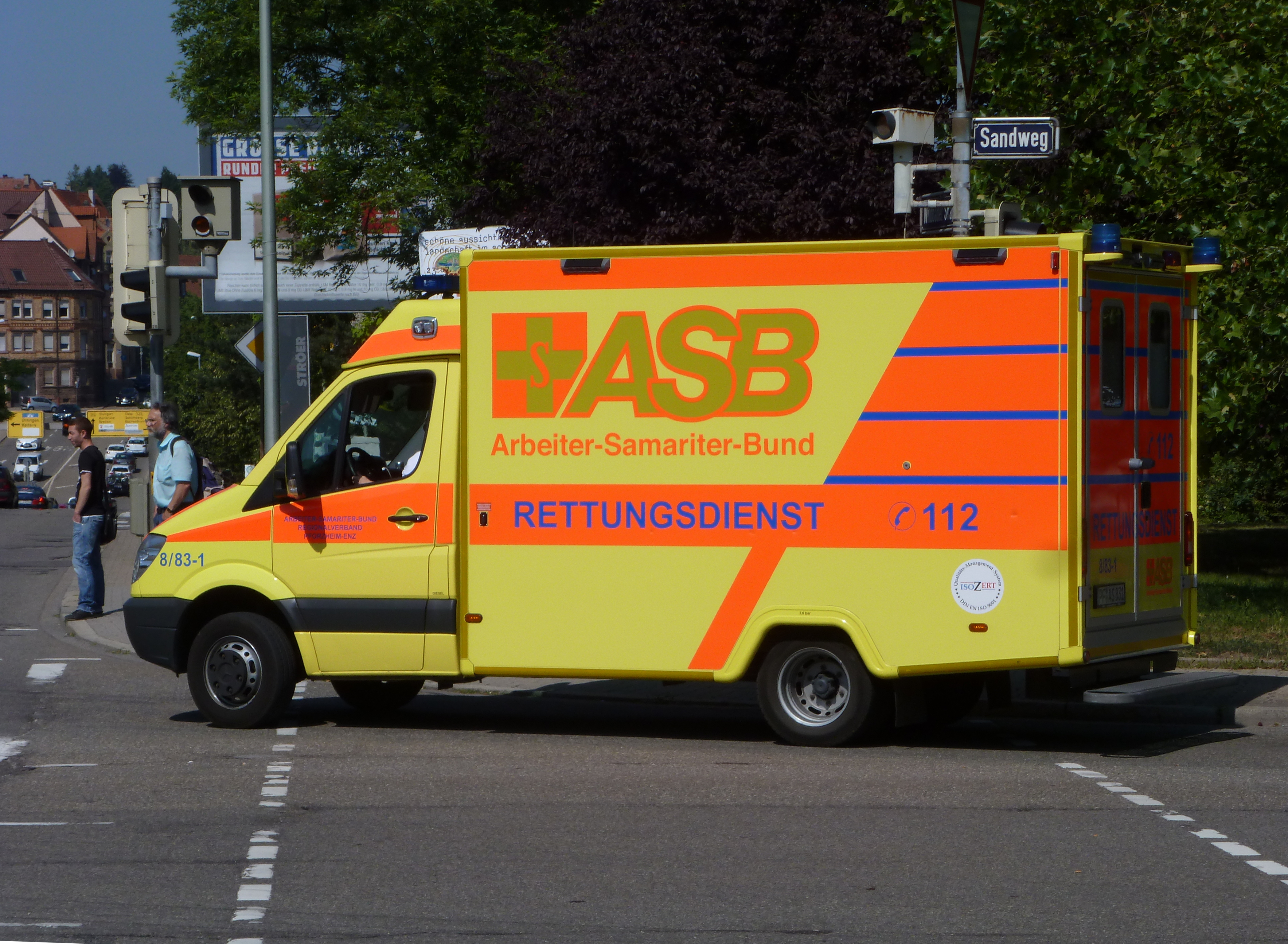
Ein typischer Rettungswagen des ASB auf Einsatzfahrt

- Rettungsdienst: Notfallrettung, Baby-Notarztwagen, Luftrettung, Wasserrettung,[13] Rettungshunde, spezielle Rettung aus Höhen und Tiefen
- Krankentransport
- Medizinischer Transportdienst
- Schnelleinsatzgruppe
- Alten- und Behindertenbetreuung, Ambulante Pflege (Sozialstation), stationäre Pflege (Altenheim), Hauskrankenpflege, Rufhilfe (Hausnotruf)
- Essen auf Rädern
- Angebote für die Generation 50+
- Sozialpsychiatrische Einrichtungen
- Ausbildung: Lebensrettende Sofortmaßnahmen, Erste Hilfe, Betriebssanitäter, Sanitäts- und Katastrophenschutz-Helfer, Rettungssanitäter und Notfallsanitäter
- Katastrophenschutz
- Sanitätsdienst
- Jugendarbeit
- Rückholdienste
- Auslandshilfe
- Flüchtlingsbetreuung
- Kindergärten, Kindertagesstätten
- Schulbetreuung, Schulsozialarbeit
- Freiwilliges Soziales Jahr
- Bundesfreiwilligendienst
- Wünschewagen
- Einsatz von Drohnen[14]

## Kritik
Am 14. September 2010 berichtete Plusminus über unlautere Methoden des ASB, neue Mitglieder zu werben. Das ARD-Wirtschaftsmagazin warf der Hilfsorganisation vor, dass private Drückerkolonnen in ASB-Kleidung und mit ASB-Fahrzeugen unter Vorgabe falscher Tatsachen (der Bund hätte 15.000 Zivildienststellen gestrichen oder würde in Abhängigkeit privater Spenden seine Mittel bereitstellen) Mitglieder werben. Der ASB Berlin bestätigt auf seiner Homepage den Einsatz „selbstständiger Außendienstmitarbeiter“, die als „Mitarbeiter einer Werbeagentur“ tätig seien und pro Mitgliederwerbung 40 Euro Provision erhalten. Im Hinblick auf einen Jahresbeitrag von 50 Euro und eine Mitgliedschaft von durchschnittlich 10 Jahren rechne sich das.
Zum 1. Oktober 2013 wurde der ASB Mitglied im Deutschen Spendenrat. Dieser sieht es als seine Aufgabe an, die Einhaltung ethischer Grundsätze im Spendenwesen in Deutschland zu wahren. Dagegen trägt der ASB nicht das DZI-Spendensiegel. Nach eigenen Angaben hat er sich bewusst gegen dessen Beantragung entschieden. Zu den angeführten Gründen gehören die Kosten für das DZI-Spendensiegel, die sich derzeit für den ASB auf 12.000 Euro zuzüglich Mehrwertsteuer belaufen würden. Diese Summe wolle der Verein vorzugsweise für seine gemeinnützigen Aufgaben verwenden. Als weiterer Grund wird die Organisationsstruktur angegeben: „Der ASB ist ein föderales Netzwerk von über 200 regional tätigen, meist selbstständigen Vereinen. In den DZI-Richtlinien geht man vielmehr idealtypisch von einer bundesweit agierenden Spendenorganisation aus.“
Am 28. Februar 2019 wurde die Festnahme eines leitenden Angestellten des ASB Hannover bekannt (Untersuchungshaft). Dem Mitarbeiter wird die Veruntreuung von drei Millionen Euro vorgeworfen sowie Bestechlichkeit. Es sollen in Absprache mit einem Anbieter von Sicherheitsdienstleistungen fingierte Rechnungen an diesen gestellt worden sein, obwohl die abgerechneten Leistungen nie erbracht worden seien. Der ASB kündigte als Reaktion auf diesen Vorfall an, seine Kontrollmechanismen zu überprüfen.
Nach der Absage eines Erste-Hilfe-Kurses für die Bundestagsfraktion der AfD erntete der Verband Kritik von Seiten der AfD hinsichtlich seiner politischen Unabhängigkeit. Der Verband rechtfertigte die Ablehnung mit dem eigenen Wertekodex, der „eine klare Haltung gegen rechtspopulistische und rechtsextreme Politik“ umfasse, sowie der Geschichte des Verbandes, der selbst Opfer von Rechtsextremismus wurde und 1933 von den Nationalsozialisten enteignet und zerschlagen wurde. Daher lehne man Geschäftsbeziehungen mit der AfD ab.

## Transparenz
Bei einem 2014 von Phineo im Auftrag von Spiegel Online veröffentlichten Test der Wirkungstransparenz von 50 Spendenorganisationen erhielt ASB Deutschland e. V. nur einen Wert von 1,4 von 5 möglichen Punkten. Die Organisation landete damit auf einem der letzten Plätze der 50 getesteten Organisationen. 2016 wurde die Studie von Phineo wiederholt, wobei ASB Deutschland e. V. sich mit einem Wert von 1,7 von 7 möglichen Punkten nur gering verbessert und erneut auf dem letzten Platz landete.
Die Studie 2016 sagt dazu selbst: „Das heißt, PHINEO kann nicht beurteilen, ob die berichteten Wirkungen tatsächlich eingetreten sind und finanzielle Mittel im Detail entsprechend den Organisationsangaben eingesetzt wurden – sondern lediglich, wie die Organisationen in ihrer Außendarstellung darüber berichten.“